# اوتسایداز
اوتسایداز (به انگلیسی: Outsidaz) یک گروه هیپ هاپ در نیوجرسی، ایالات متحده بود.

## تاریخچه
این گروه در سال ۱۹۹۱ پس از دیدار رپرهای زیرزمینی یانگ زی با دی‌یو و Pacewon در یک مهمانی در شب سال نو تشکیل شد.

## ترانه‌شناسی

### آلبوم‌ها
| سال  | آلبوم       | موقعیت‌های نمودار | موقعیت‌های نمودار      |
| سال  | آلبوم       | هیپ هاپ آمریکا   | هواداران ایالات متحده |
| ---- | ----------- | ---------------- | --------------------- |
| ۲۰۰۰ | زندگی شبانه | ۶۷               | ۱۹                    |
| ۲۰۰۱ | آجرها       | ۶۸               | ۴۸                    |